# Comté de Lawrence (Ohio)
Pour les articles homonymes, voir Comté de Lawrence.
Le comté de Lawrence est situé dans l’État de Ohio, aux États-Unis. Il comptait 62 319 habitants en 2000. Son siège est Ironton.